# Flavopunctelia
Flavopunctelia — рід грибів родини Parmeliaceae. Назва вперше опублікована 1984 року.

## Класифікація
До роду Flavopunctelia відносять 7 видів:
- Flavopunctelia borrerioides
- Flavopunctelia darrowii
- Flavopunctelia flaventior
- Flavopunctelia lobulata
- Flavopunctelia manschurica
- Flavopunctelia praesignis
- Flavopunctelia soredica